# Kumara Padmanabha Sivasankara Menon
Kumara Padmanabha Sivasankara Menon es un diplomático indio retirado.
- Kumara Padmanabha Sivasankara Menon es un hijo de K. P. S. Menon (senior).
- Fue secretario de embajada de primera clase en Londres e Islamabad.
- De enero de 1977 a septiembre de 1979 fue Alto Comisionado Adjunto en Daca.
- De septiembre de 1979 a 1981 fue embajador en El Cairo.
- 1984 al 28 de marzo de 1985 fue embajador en Tokio.
- Del 28 de marzo de 1985 al 20 de enero de 1987 fue embajador en Beijing.
- Del 20 de enero de 1987 al 16 de febrero de 1989 fue secretario del Ministerio de Asuntos Exteriores (India) durante el gobierno de Rajiv Gandhi.[1]